# Louis-Antoine Nicolle de Lacroix
Louis-Antoine Nicolle de Lacroix est un géographe, né à Paris en 1704 et mort dans la même ville en 1760. 
C’était un ecclésiastique, qui s’adonna à une étude approfondie de la géographie et écrivit sur cette science des ouvrages élémentaires adoptés pendant près d’un demi-siècle dans l’enseignement. 

## Œuvres
Ses principaux livres sont : 
- la Géographie moderne (Paris, 1747, in-12), plusieurs fois rééditée;
- Abrégé de géographie (Paris, 1758, in-12) ;
- Géographie moderne et universelle, précédée d’un Traité de la sphère, formant un cours complet de géographie, rééditée et refondue par Comeiras (1801,2 vol. in-8°) ;
- Méthode d’étudier, tirée des ouvrages de saint Augustin, trad. de l’italien de Ballerini (Paris, 1760).

## Source
« Louis-Antoine Nicolle de Lacroix », dans Pierre Larousse, Grand dictionnaire universel du XIXe siècle, Paris, Administration du grand dictionnaire universel, 15 vol., 1863-1890 [détail des éditions].